# Ministère des Services gouvernementaux
Cet article concerne un ministère québécois. Pour son équivalent au Nouveau-Brunswick, voir Ministère des Services gouvernementaux (Nouveau-Brunswick).
Le ministère des Services gouvernementaux du Québec était responsable de la gouvernance des ressources informationnelles jusqu'à ce qu'il soit fusionné avec le Conseil du trésor en 2011 (le poste de ministre des Services gouvernementaux est aboli en octobre 2010).

## Historique

### Incarnations précédentes

#### Ministère des Approvisionnements et Services (1986-1994)
Le ministère des Approvisionnements et Services est recréé le 19 juin 1986 par le second gouvernement Bourassa, quelques mois après les élections générales de 1985. Le ministère a alors deux missions principales:
- Diriger les activités d'acquisitions de biens, immeubles et services pour le compte du gouvernement du Québec ;
- Centraliser au sein du ministère certains services gouvernementaux fournis au reste du gouvernement.

Le ministère est doté à sa création de 551 employés répartis dans 4 directions et obtient la responsabilité de 3 organismes,:
- La Société immobilière du Québec (SIQ) ;
- La Régie des installations olympiques (RIO) ;
- Le Bureau de la protection civile du Québec.

Le ministère perd la responsabilité de la RIO le 11 octobre 1989 au profit du ministre du Tourisme.

### Dernière incarnation
Pierre Reid est nommé ministre des Services gouvernementaux le 18 février 2005. En attendant l'adoption d'une loi constitutive pour le ministère, un décret précise que le nouveau ministre obtient notamment la gestion de Services Québec, organisme créé quelques mois plus tôt.
Le ministère des Services gouvernementaux (MSG) a été créé le 8 juin 2005 lorsque la Loi sur le ministère des Services gouvernementaux a été sanctionnée, 5 jours après son adoption par l'Assemblée nationale. La loi prévoit que le ministère soit chargé d'offrir au citoyens du Québec « un accès simplifié à des services de qualité, sur tout le territoire du Québec ». Le ministère est en outre chargé d'utiliser au maximum les possibilités offertes par les technologies de l'information (et en particulier internet).
Le ministère est définitivement aboli le 1er juillet 2011 lorsque le projet de loi 130 abolissant plusieurs organismes gouvernementaux entre en vigueur.

## Liste des ministres
Le tableau suivant présente les personnes ayant occupé la charge de ministre des Services gouvernementaux,
| Titulaire Intitulé                                                            | Titulaire Intitulé                                                                           | Parti                     | Début             | Fin               | Cabinet        |
| ----------------------------------------------------------------------------- | -------------------------------------------------------------------------------------------- | ------------------------- | ----------------- | ----------------- | -------------- |
|                                                                               | Gilles Rocheleau Ministre délégué aux Services et Approvisionnements                         | Libéral                   | 12 décembre 1985  | 9 juillet 1986    | Bourassa (2)   |
|                                                                               | Gilles Rocheleau Ministre des Approvisionnements et Services                                 | Libéral                   | 9 juillet 1986    | 13 octobre 1988   | Bourassa (2)   |
|                                                                               | André Vallerand Ministre des Approvisionnements et Services                                  | Libéral                   | 21 décembre 1988  | 11 octobre 1989   | Bourassa (2)   |
|                                                                               | Robert Dutil Ministre des Approvisionnements et Services                                     | Libéral                   | 11 octobre 1989   | 11 janvier 1994   | Bourassa (2)   |
|                                                                               | Jean Leclerc Ministre délégué aux Services gouvernementaux                                   | Libéral                   | 11 janvier 1994   | 26 septembre 1994 | Johnson (fils) |
|                                                                               | Pauline Marois Ministre déléguée à l'Administration et à la Fonction publique                | Parti québécois           | 28 septembre 1994 | 3 novembre 1995   | Parizeau       |
|                                                                               | Jacques Léonard Ministre délégué à l'Administration et à la Fonction publique                | Parti québécois           | 3 novembre 1995   | 29 janvier 1996   | Parizeau       |
| 29 janvier 1996                                                               | Jacques Léonard Ministre délégué à l'Administration et à la Fonction publique                | Parti québécois           | 15 décembre 1998  | Bouchard          |                |
|                                                                               | David Cliche Ministre délégué à l’Autoroute de l’information et aux Services gouvernementaux | Parti québécois           | 15 décembre 1998  | Bouchard          | 8 mars 2001    |
| Pas de titulaire distinct                                                     | Pas de titulaire distinct                                                                    | Pas de titulaire distinct | 8 mars 2001       | 29 avril 2003     | Landry         |
| Pas de titulaire distinct                                                     | Pas de titulaire distinct                                                                    | Pas de titulaire distinct | 29 avril 2003     | 18 février 2005   | Charest        |
|                                                                               | Pierre Reid Ministre des Services gouvernementaux                                            | Libéral                   | 18 février 2005   | 27 février 2006   | Charest        |
|                                                                               | Henri-François Gautrin Ministre des Services gouvernementaux                                 | Libéral                   | 27 février 2006   | 18 avril 2007     | Charest        |
|                                                                               | Monique Jérôme-Forget Ministre des Services gouvernementaux                                  | Libéral                   | 18 avril 2007     | 18 décembre 2008  | Charest        |
|                                                                               | Dominique Vien Ministre des Services gouvernementaux                                         | Libéral                   | 18 décembre 2008  | 10 août 2010      | Charest        |
| Fonction confiées au président du Conseil du trésor à partir du 10 août 2010. |                                                                                              |                           |                   |                   | Charest        |

## Organismes rattachés au ministère
- Centre de services partagés du Québec
- Société immobilière du Québec